# Messier 100
A Messier 100 (más néven M100, vagy NGC 4321) egy spirálgalaxis a Coma Berenices (Bereniké haja) csillagképben.

## Felfedezése
Az M100 galaxist Pierre Méchain fedezte fel 1781. március 15-én. Charles Messier 1781. április 13-án katalogizálta.

## Tudományos adatok
Az M100 a Virgo-halmaz tagja. 1571 km/s sebességgel távolodik tőlünk. Az M100 az egyike azon 18 galaxisnak, ami a Hubble űrtávcső kulcsfontosságú projektjének keretében figyeltek meg; ennek célja a Hubble-állandó 10% hibahatáron belüli meghatározása volt. Ehhez a galaxisban található cefeidákat vizsgálták, hogy megállapíthassák a galaxis távolságát. Az M100 esetén 52 valószínűsíthető cefeidát figyeltek meg 10 és 70 nap közötti periódustartományban. A mérések és számítások eredményeként a galaxis távolságát 16,1 ± 1,3 Mpc-ben határozták meg.
Eddig öt szupernóvát észleltek a galaxisban:
- SN 1901B I típus, 1901 márciusában
- SN 1914A ismeretlen típus 1914. február-március
- SN 1959E I típus, 1959. augusztus-szeptember
- SN 1979C II típusú, 1979 áprilisa
- SN 2006X Ia típusú, 2006. február 7.